# Odczynnik czysty
Klasa czystości "czysty" (w nomenklaturze polskiej oznaczane skrótem cz., angielskiej pure, niemieckiej rein, rosyjskiej czistyj, w łacińskiej purum) są to odczynniki chemiczne stosowane w laboratoriach, o dosyć dobrym stopniu czystości spełniające wymagania odpowiedniej normy czystości, do stosowania najczęściej w skali decygramowej. 
Chęć przeprowadzenia dokładniejszych analiz chemicznych (np analizy śladowej) może sprawić, że stopnień zanieczyszczenia tych odczynników (obecność w nich innych, niepożądanych substancji, które mogą komplikować reakcję) okaże się zdecydowanie za duży. W takim wypadku konieczne jest posłużenie się odczynnikami o znacznie wyższym stopniu czystości takimi jak odczynniki chemicznie czyste (chem. cz.), odczynniki czyste do analizy (cz.d.a.), odczynniki spektralnie czyste, odczynniki do mikroanalizy lub odczynniki jądrowo czyste. 
W celu ustalenia czy odczynnik czysty nadaje się do konkretnej reakcji analitycznej pomocne może okazać się przeprowadzenia ślepej próby pod kątem niepożądanego zanieczyszczenia.
Niższą klasą czystości odczynników i surowców jest czystość "techniczny" (skrót techn.) o zwykle niższych parametrach czystości a co za tym idzie o niższej cenie.